# Bellwood (Virgínia)
Bellwood és una concentració de població designada pel cens dels Estats Units a l'estat de Virgínia. Segons el cens del 2000 tenia 5.974 habitants.

## Demografia
Segons el cens del 2000, Bellwood tenia 5.974 habitants, 2.323 habitatges, i 1.598 famílies. La densitat de població era de 388,3 habitants per km².
Dels 2.323 habitatges en un 36,1% hi vivien nens de menys de 18 anys, en un 43,7% hi vivien parelles casades, en un 18,1% dones solteres, i en un 31,2% no eren unitats familiars. En el 25,2% dels habitatges hi vivien persones soles el 7,7% de les quals corresponia a persones de 65 anys o més que vivien soles. El nombre mitjà de persones vivint en cada habitatge era de 2,57 i el nombre mitjà de persones que vivien en cada família era de 3,05.
Per edats la població es repartia de la següent manera: un 28,4% tenia menys de 18 anys, un 8,6% entre 18 i 24, un 31,9% entre 25 i 44, un 21,9% de 45 a 60 i un 9,2% 65 anys o més.
L'edat mediana era de 34 anys. Per cada 100 dones de 18 o més anys hi havia 95,8 homes.
La renda mediana per habitatge era de 34.433 $ i la renda mediana per família de 39.632 $. Els homes tenien una renda mediana de 28.144 $ mentre que les dones 25.000 $. La renda per capita de la població era de 16.764 $. Entorn del 13,6% de les famílies i el 16,8% de la població estaven per davall del llindar de pobresa.

## Poblacions més properes
El següent diagrama mostra les poblacions més properes.